# وشم رنگارنگ
وشم رنگارنگ (نام علمی: Crypturellus variegatus) نام یک گونه از سرده دمچه‌پنهان‌ها است.